# Зважений куб-компаньйон
Зважений куб-компаньйон (також просто Куб-компаньйон) — вигаданий предмет та одна з ігрових механік відеоігор серії Portal, розробленої Valve Corporation. Зважений куб-компаньйон відрізняється від звичайних Зважених зберігальних Кубів, наявністю символів сердечок на всіх боках Куба. Вперше зустрічається гравцеві в Portal у тестовій камері 17. GLaDOS дає Челл — ігровому персонажу серії Portal Зважений куб-компаньйон, де ШІ неодноразово антропоморфізує вочевидь не живий Куб, а в кінці тесту змушує героїню викинути його до сміттєспалювальної печі.

## Мерчендайз
Одним з перших офіційних товарів Companion Cube, випущених Valve у 2007 році, була м'яка іграшка у вигляді Зваженого Куба-компаньйона.
У 2014 році іконка Куба-компаньйона була додана до Geometry Dash разом з виходом гри в Steam, у 2015 році Куб-компаньйон був доданий до набору LEGO Dimensions Portal 2, у 2017 році до Dota 2 було додано скін Куба-компаньйона для персонажа Іо, а у 2020 році до Steam-версії Apex Legends' було додано чари, в яких Куб-компаньйон обіймався з персонажем Воттсоном.

## Сприняття
Куб-компаньйон був наведений як приклад «жертовної логіки» експеримент. Respawn: Gamers, Hackers, and Technogenic Life порівнює факт його «евтаназії» заради прогресу з реальними випробуваннями на тваринах, особливо тому, що GLaDOS має на увазі, що може відчувати біль, а може і не відчувати. GLaDOS стверджує, що «незалежна група етиків» звільнила Aperture Science або її піддослідних від «моральної відповідальності» за смерть Куба-компаньйона, але продовжує приховувати, чи може він відчувати біль, припускаючи, що лише «вісім з десяти» інженерів згодні з тим, що він «не відчуває багато», подібно до дебатів про біль у тварин при використанні в наукових і медичних дослідженнях. Майкл Берден і Шон Гуглас у статті для Game Studies стверджували, що покірність Челл GLaDOS нагадувала експеримент Мілґрема, а тестова камера з Кубом-компаньйоном найбільше підкреслювала сліпе підкорення владі під мантією науковості. Вони також відзначили, що каракулі Дага Раттмана попереджали Челл, що вона сама є Кубом-компаньйоном, формою одноразового інструменту, який використовується гравцем для проходження гри.
Куб-компаньйон також продемонстрував, як фанати готові вийти за межі логіки гри, щоб «врятувати» Куб — форма опору, схожа на хактивізм і культурне глушіння. Кім Свіфт, головний дизайнер Portal, зазначила, що багато гравців були готові зробити майже все, щоб врятувати Куб Компаньйона, в тому числі й самі стрибнути в сміттєспалювальну піч. Інші намагалися використовувати експлойти або баги гри, щоб втекти з випробувальної камери з Кубом, наприклад, підперти двері камерами спостереження, щоб гравець міг вийти з кімнати, не спаливши Куба. Це повністю переносить гравців у роль Челл, де і гравець, і Челл намагаються уникнути ситуації, яка «алгоритмічно контролюється» GLaDOS. Бажання врятувати Куб також проявляється у багатьох фанатських творах, створених на його основі, які «звільняють» його від самої гри.
Куб називають "об'єктом бажання", оскільки GLaDOS навмисно описує його пестливі слова та всіляко вихваляє його. Хоча спочатку стосунки між гравцем і Кубом здаються платонічними, романтичний і сексуальний підтекст проявляється невдовзі після того, як гравець отримує Куб, коли він знаходить стіну графіті із зображенням людських фігур з головами, заміненими Кубами  компаньйонами, зокрема фото майже оголеної акторки пін-апу у червоному бюстгальтері та відповідній білизні.